# Suturp – Eine Liebesgeschichte
Suturp – Eine Liebesgeschichte ist ein DDR-Fernsehfilm aus dem Jahr 1981 nach der gleichnamigen Erzählung von Heinrich Mann aus dem Jahr 1926.  Zum einen ist es ein Liebesfilm über eine Frau, die zwischen zwei Männern steht, zum anderen eine Kritik an der großbürgerlichen Gesellschaft des späten Kaiserreichs und deren Drang nach Reichtum und Geltung.

## Handlung
Der Rechtsanwalt Werner Belling kommt in das Fischerdorf Suturp, wo er bei der Gründung eines Unternehmens zum Bau eines Seebads helfen soll. Einer der Investoren des Seebads ist der schwerreiche Unternehmer von Elchem. Belling trifft auf die Schauspielerin Franziska Wollner, die am Theater einer nahegelegenen Stadt engagiert ist. Die beiden kommen sich näher und heiraten bald.
Von Elchem möchte, dass Belling für ihn arbeitet und bezahlt ihn sehr großzügig dafür, ihn bei bestimmten Geschäften zu vertreten. Schon bald kann sich Belling mit einem Kredit von von Elchem eine große Villa leisten, wo er und Franziska ein großbürgerliches Leben führen und viele Feste geben. Belling verschuldet sich dabei immer mehr und macht sich so von von Elchem finanziell abhängig.
Von Elchem ist fasziniert von Franziska und macht ihr den Hof, sie bleibt Belling aber treu. Als dieser beinahe bankrott ist, bietet von Elchem ihm in einem Vertrag eine große Summe Geld an. Was nicht im Vertrag steht und auch nicht offen ausgesprochen wird: Belling soll dafür einer Affäre von Elchems mit Franziska zustimmen. Er hadert mit sich, lehnt letztlich aber ab. Als von Elchem von seiner Bank eine große Summe Bargeld geliefert bekommt, rollt eine 20-Mark-Goldmünze vom Tisch, die Belling heimlich aufhebt und in seine Westentasche steckt. Vom Elchems Mitarbeiter Dinkbühl hat dies aber beobachtet und ruft die Polizei. Da Dinkbühl vor Gericht seine Beobachtung unter Eid bestätigt, kommt Belling ins Gefängnis, während seine Villa gepfändet wird und Franziska in eine Wohnung ziehen muss.
Sie glaubt an die Unschuld ihres Mannes und vermutet, von Elchem habe ihm die Münze zugesteckt. Dass dieser ihr weiter nachstellt und sich als großer Bewunderer ihrer Schauspielkunst darstellt, gibt ihr die Gelegenheit zur Rache: Sie lässt sich von ihm finanziell freihalten und empfängt seine Besuche, bei denen die beiden Theaterszenen nachspielen. Darüber vernachlässigt von Elchem immer mehr seine Geschäfte und macht schließlich so viele Verluste, dass Dinkbühl droht, die Affäre öffentlich zu machen und ihn so gesellschaftlich zu ruinieren. Von Elchem kommt dem zuvor, indem er gegenüber der Polizei behauptet, Belling die Münze zugesteckt zu haben. Dadurch wird Dinkbühl wegen Meineids festgenommen und Belling kommt wieder frei.
Belling zieht zu Franziska, doch beide sind sich ihrer Gefühle füreinander unsicher. Beide haben einander betrogen: Franziska durch das Verschweigen ihres Verhältnisses zu von Elchem und Belling dadurch, dass er immer seine Unschuld beschworen hat. Die Erfahrung des Gefängnisses lässt ihn sein ganzes Leben in Frage stellen.
In der letzten Szene fahren Belling und Franziska in Suturp mit einem Ruderboot aufs Meer und geraten in einen Sturm. Der Film endet, bevor der Zuschauer erfährt, ob die beiden es wieder zurück zum Strand schaffen.

## Produktion
Der Film wurde vom DEFA-Studio für Spielfilme fürs Fernsehen der DDR produziert und am 7. Juni 1981 zum ersten Mal ausgestrahlt. Er lief auch außerhalb der DDR, nämlich am 14. Oktober 1981  in der ARD sowie 1984 im ungarischen Fernsehen. 2017 erschien er bei Studio Hamburg Enterprises auf DVD.
Die Musik zum Film stammt von Karl-Ernst Sasse, der auch Ausschnitte aus Gustav Mahlers 4. Sinfonie verwendete.

## Rezeption
„Wer Liebesdramen mag, wird mit dem Fernsehfilm sicherlich auf seine Kosten kommen, zumal "SUTURP" insbesondere mit seinen guten Darstellern punkten kann, die überzeugend in ihren Rollen agieren.“

„Die Zuschauer bekommen hier eine ungewöhnliche Dreiecksbeziehung zu sehen, welche mit tollen Charakteren Punkten kann.“